# Stilbula
Stilbula is een geslacht van vliesvleugeligen uit de familie Eucharitidae. De wetenschappelijke naam van dit geslacht is voor het eerst geldig gepubliceerd in 1811 door Spinola.

## Soorten
Het geslacht Stilbula omvat de volgende soorten:
- Stilbula albipetiole Girault, 1929
- Stilbula arenae Girault, 1934
- Stilbula ashokai Narendran, 1996
- Stilbula atkinsoni (Mani & Dubey, 1974)
- Stilbula bangalorica Girish Kumar & Narendran, 2008
- Stilbula bekiliensis (Risbec, 1952)
- Stilbula bella (Förster, 1859)
- Stilbula brunneipetiole (Girault, 1934)
- Stilbula carolinensis Watanabe, 1958
- Stilbula cyniformis (Rossi, 1792)
- Stilbula indica (Mani, 1935)
- Stilbula insularis Cameron, 1908
- Stilbula knuthii Alfken, 1900
- Stilbula lata Narendran, 1996
- Stilbula leucopoda (Cameron, 1909)
- Stilbula lissoma Masi, 1917
- Stilbula minispina Heraty, 2002
- Stilbula montana Nikol'skaya, 1952
- Stilbula mysorensis (Mani & Dubey, 1974)
- Stilbula nilgiri Heraty, 2002
- Stilbula octodigitata Girault, 1929
- Stilbula oxiana Gussakovskiy, 1940
- Stilbula palawanensis Hedqvist, 1978
- Stilbula peduncularis Westwood, 1874
- Stilbula peethavarna Narendran, 1996
- Stilbula polyrhachicida (Wheeler & Wheeler, 1924)
- Stilbula quinqueguttata (Girault, 1915)
- Stilbula tadzhika Nikol'skaya, 1952
- Stilbula tanjorensis (Mani & Dubey, 1974)
- Stilbula tonyi Narendran & Girish Kumar, 2004
- Stilbula trimaculata (Cameron, 1909)
- Stilbula ussuriensis Gussakovskiy, 1940
- Stilbula viridiceps Ferrière, 1960
- Stilbula vitripennis Masi, 1934
- Stilbula yemenica Narendran & Girish Kumar, 2004